# Wechselapparat
O Wechselapparat (Wex) foi um lança-chamas alemão da Primeira Guerra Mundial introduzido em 1916 para substituir o anterior Kleinflammenwerfer (Kleif). Desenvolvido por Richard Fiedler, já em 1901. Tinha um recipiente de combustível tipo mochila em forma de rosca com um recipiente esférico de propelente (nitrogênio) no meio que explodia a gasolina. Os recipientes eram feitos de aros de carro soldados, o que facilitava seu transporte. Uma mangueira de borracha corrugada saía do tanque, em cujas extremidades havia válvulas que permitiam a distribuição da mistura de combustível e propulsor sob pressão para o tubo metálico de combustível que tinha alças em ambos os lados. Wex usou um sistema de ignição de magnésio em um bocal. Para que o fogo durasse mais tempo, adicionava-se alcatrão à gasolina ou, em vez dele, esgotava-se completamente o óleo combustível. Foi usado durante a guerra, e alguns lança-chamas sobreviventes foram usados pelos finlandeses na década de 1920 e depois convertidos para Flammenwerfer 40. Este projeto foi atualizado antes da Segunda Guerra Mundial para se tornar o Flammenwerfer 35. No entanto, foi considerado muito frágil, então logo foi substituído pelo Flammenwerfer 41, uma construção mais simples com recipientes da mochila cilíndricos horizontais menores.
O projeto do recipiente em forma de rosca foi copiado pelos britânicos durante a Segunda Guerra Mundial como Flamethrower, Portable, No 2.
"Wechselapparat" significa 'aparelho de troca' em alemão.

## Ligações externas

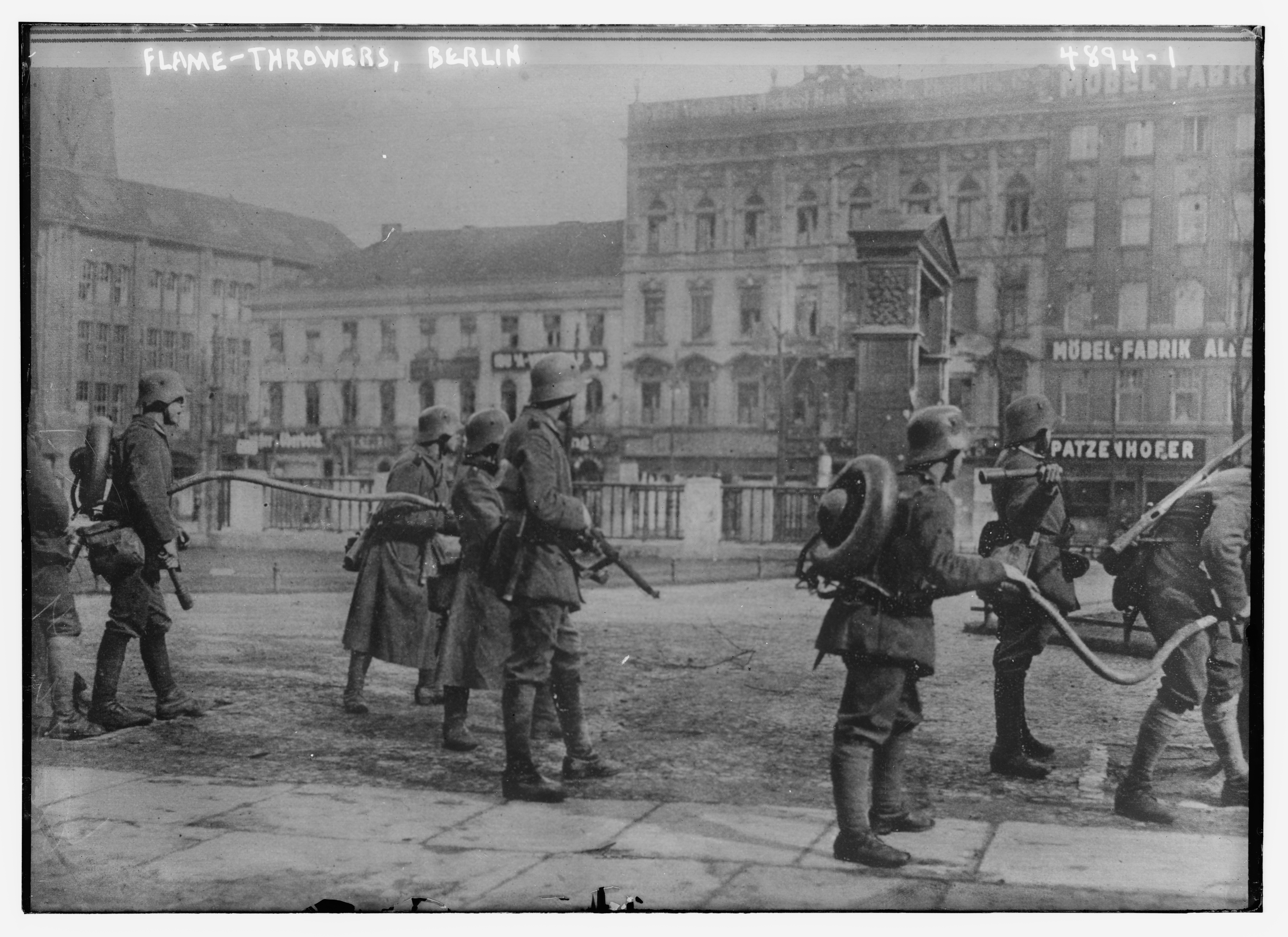
Tropas de lança-chamas alemães com Wechselapparat em Berlim.